# Kaganiec

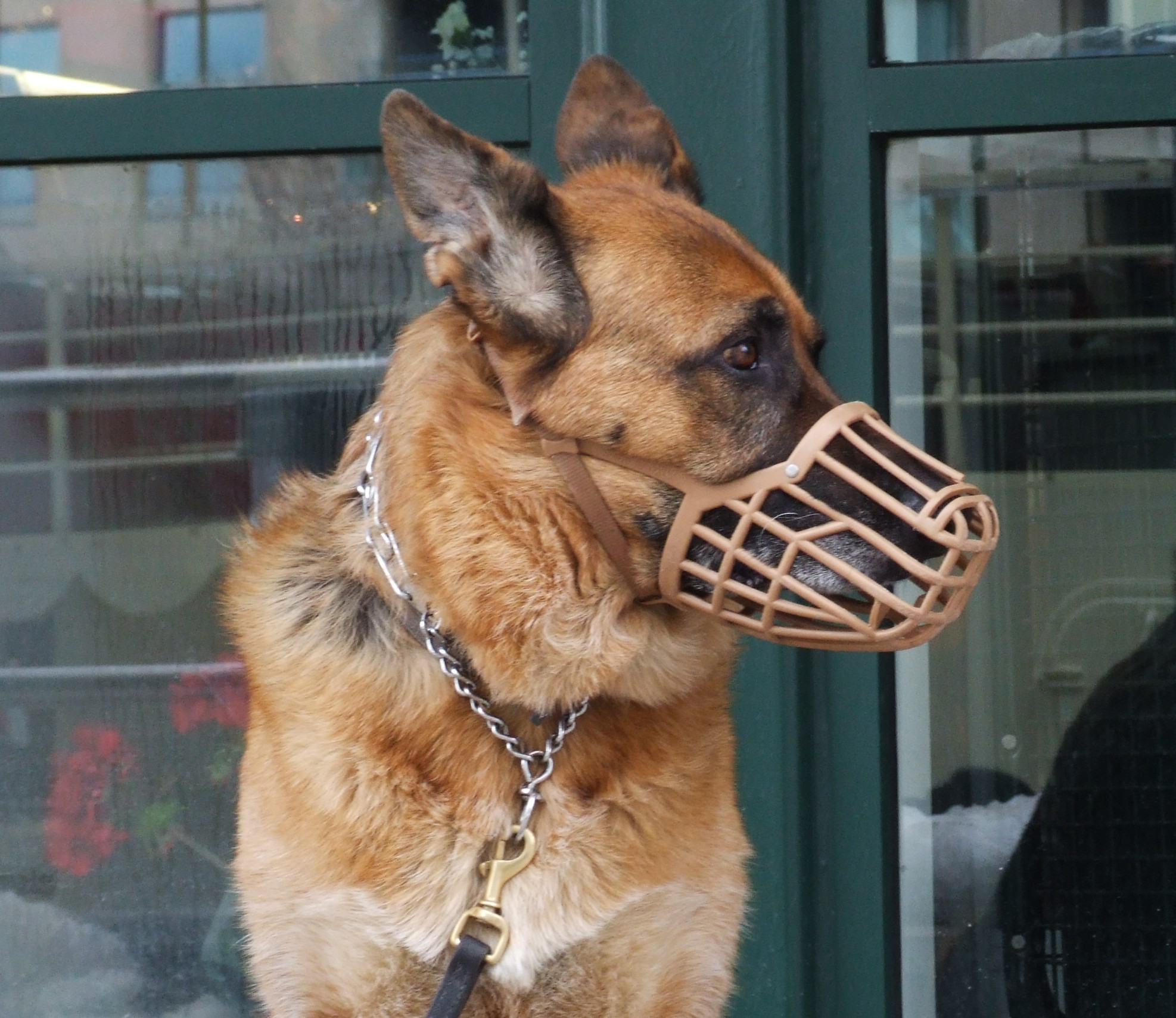
Owczarek niemiecki z założonym kagańcem

Kaganiec – przedmiot zakładany na pysk zwierzęcia (najczęściej psa) w celu uniemożliwienia mu ugryzienia człowieka lub innych zwierząt oraz połknięcia przez niego niepożądanych substancji (np. odchodów lub odpadków). Najczęściej wykonany w formie siatki z drutu lub skóry z przerwami między prętami lub paskami dla umożliwienia zwierzęciu oddychania. W niektórych typach kagańców otwarcie pyska uniemożliwia pas skóry lub mocnej tkaniny, krępujący pysk w sposób umożliwiający oddychanie.
Zakładanie kagańca może być wymagane prawem, w Polsce np. obowiązuje w środkach komunikacji publicznej.

## Rodzaje kagańców
Kagańce dla psów można podzielić na kilka typów w zależności od ich konstrukcji i materiału:
- Kagańce metalowe: Wykonane z metalowej siatki, charakteryzują się dużą trwałością i zapewniają psu dobrą wentylację. Są łatwe w utrzymaniu czystości, jednak mogą być cięższe i mniej komfortowe dla psa w niskich temperaturach.
- Kagańce plastikowe: Lekkie i odporne na warunki atmosferyczne, stanowią dobrą alternatywę dla kagańców metalowych. Są mniej trwałe, ale zapewniają psu komfort noszenia.
- Kagańce skórzane: Wykonane z pasków skórzanych, są miękkie i wygodne dla psa, jednak wymagają regularnej konserwacji i mogą być mniej trwałe w porównaniu z metalowymi czy plastikowymi odpowiednikami.
- Kagańce fizjologiczne: Zapewniają psu możliwość swobodnego otwierania pyska, picia i ziajania, co jest istotne dla jego komfortu i zdrowia. Mogą być wykonane z różnych materiałów, takich jak metal czy tworzywa sztuczne.
- Kagańce weterynaryjne: Stosowane głównie podczas krótkotrwałych zabiegów weterynaryjnych, wykonane z miękkich materiałów, takich jak tkaniny syntetyczne, ograniczają ruchy pyska psa na krótki czas.